# Hornera circumporosa
Hornera circumporosa är en mossdjursart som beskrevs av Axel Beutler 1908. Hornera circumporosa ingår i släktet Hornera och familjen Horneridae. Inga underarter finns listade i Catalogue of Life.